# Astydameja (córka Amyntora)
Astydameja (stgr. Αστυδάμεια) – postać z mitologii greckiej. Była córką Amyntora oraz siostrą Fojniksa. Została kochanką Heraklesa, z którym spłodziła Ktesipposa lub Tlepolemosa. Herakles miał porwać ją po tym, jak jej ojciec odmówił mu oddania córki za żonę.